# Jan Vantoortelboom
Jan André Vantoortelboom (Torhout, 29 juli 1975) is een Vlaams schrijver en columnist. Hij groeide op in het West-Vlaamse dorp Elverdinge en doorliep zijn middelbareschooltijd aan het Sint-Vincentiuscollege te Ieper. Momenteel woont en werkt hij in Ossenisse, in het Nederlandse Zeeuws-Vlaanderen. Vantoortelboom studeerde Germaanse taal- en letterkunde aan de Universiteit Gent. Naar eigen zeggen was hij nooit van plan schrijver te worden, maar de dood van zijn moeder op jonge leeftijd drukte hem met zijn neus op de feiten: ‘Als een mens zo jong kan sterven, dan wil ik mijn tijd zinvol doorbrengen en tegelijkertijd betekenisvol zijn voor anderen.’

## Boeken
- In 2011 debuteerde hij met de roman De verzonken jongen. Het boek won in 2011 De Bronzen Uil en de Prijs Letterkunde van de provincie West-Vlaanderen in 2012,[2][3] en stond op de shortlist voor de Zeeuwse Boekenprijs 2011.[4] De roman is pseudo-autobiografisch, hij verhaalt van Stoffel die, net als Vantoortelboom, opgroeit in Elverdinge en op jonge leeftijd zijn moeder verliest.

- In 2014 volgde Meester Mitraillette. Het boek werd door het Nederlandse praatprogramma De Wereld Draait Door verkozen tot boek van de maand en werd een besteller.[5] De roman opent met de dood van het hoofdpersonage, David Verbocht, voor een vuurpeloton tijdens de Eerste Wereldoorlog.

- De man die haast had verscheen in 2015 en won de Zeeuwse Boekenprijs.[6] De hoofdpersoon, Leon, ziet op jonge leeftijd zijn oppas Elsie van de trap vallen. Door de val is Elsie zowel geestelijk als lichamelijk gehandicapt. Zijn leven lang worstelt Leon met een schuldgevoel.

- Daarna verschenen de boeken De drager (2017) en Jagersmaan (2019). In De drager komen twee vrienden, Nicolas en Leon, tegenover elkaar te staan. Nicolas is computerspecialist en Bruno bioloog en aanhanger van het Darwinisme. Nicolas is peetoom van de zoon van Bruno, een ziekelijke jongen, die niet opgewassen is tegen de denkbeelden van zijn vader. In Jagersmaan stuurt Maria haar zoon Victor (ook een personage in De verzonken jongen en Meester Mitraillette) naar Amerika, want na de Eerste Wereldoorlog is er in Vlaanderen alleen maar armoede.

- De zesde roman van Vantoortelboom, Mauk, verscheen in mei 2023. Mauk is oud en ziek en ligt in een bed bij het raam. Hij leeft in zijn herinneringen: hij was een kind dat de kleur van de achtergrond aannam, totdat zijn moeder tot bloedens toe wordt verwond. Mauk is het verhaal van een getraumatiseerd kind dat zich niet kan weren tegen de demonen van een vader, maar er door zijn vervormde verbeelding toch in slaagt zich staande te houden. Mauk werd bekroond met de Boekenbon Literatuurprijs 2023.[7]

- In september 2025 verschijnt zijn meest recente roman De zwarte Poel. De roman is uitgegeven door Uitgeverij Cossee. Het verhaal is gebaseerd op waargebeurde feiten en speelt zich af op de hoeve van een koppige Zeeuwse boer, Adrie Vermeulen.